# Чирки (Киров)
 Чирки — деревня в Кировской области. Входит в состав муниципального образования «Город Киров»

## География
Расположена на расстоянии примерно 7 км по прямой на юг-юго-запад от железнодорожного вокзала станции Киров.

## История
Известна с 1671 года как починок Ивановской, а Дутьевской тож с 2 дворами, в 1764 (Андреевской) 29 жителей, в 1802 году 4 двора. В 1873 году здесь (деревня  Андреевская или Чирок)  дворов 4 и жителей 29, в 1905 (Чирковская  или Чирки) 4 и 29, в 1926 (Чирки или Чирковская) 4 и 22, в 1950 16 и 54, в 1989 17 жителей. Настоящее название утвердилось с 1939 года. Административно подчиняется Ленинскому району города Киров.

## Население
Постоянное население составляло 9 человек (русские 100%) в 2002 году, 16 в 2010.